# Lago de Taillères
O Lago Taillères é um lago artificial localizado no município de La Brévine, no cantão de Neuchâtel, Suíça. A sua superfície é de 0,45 km².